# Hieracium calcimoncayense
Hieracium calcimoncayense es una especie de planta con flor del género Hieracium, de la familia Asteraceae, orden Asterales.

## Distribución
Hieracium calcimoncayense se distribuye por España.

## Taxonomía
Fue descrita científicamente por Mateo, Egido & Gomiz. Fue publicada en Flora Montiber. 66: 72 (2017).